# Excerpta latina barbari
Les Excerpta latina barbari (« Extraits latins d'un barbare », dits parfois simplement Excerpta barbari) sont une chronique universelle en latin conservée dans un manuscrit de la Bibliothèque nationale de France (Paris. lat. 4884). Le texte latin, établi en Gaule vers le début du VIIIe siècle (fin de l'époque mérovingienne), est la traduction d'un original grec datant de la fin du Ve  ou du début du VIe siècle.

## Description
Le texte est constitué d'une brève histoire du monde depuis la Création biblique jusqu'à la mort de Cléopâtre VII (30 av. J.-C.), soit selon l'auteur 5 431 ans, suivie d'une série de listes de rois et dirigeants (accompagnées parfois de listes de célébrités, écrivains, philosophes ou artistes) : les rois d'Assyrie, d'Égypte, de différentes cités grecques, des Mèdes, des Perses, des Lydiens, etc. (avec des personnages légendaires comme Bélus, roi d'Assyrie, ou des rois de la mythologie grecque), les dynasties hellénistiques de Macédoine, de Syrie et d'Égypte, les grands prêtres juifs depuis Josué fils de Josédec jusqu'à Hyrcan II, les empereurs romains jusqu'à Anastase, les consuls de Jules César jusqu'en l'an 387 apr. J.-C. (interruption arbitraire), avec des correspondances données pour l'histoire sainte chrétienne (ainsi, ce texte est le premier, historiquement, à donner les noms des trois Rois mages : Bithisarea, Melichior et Gathaspa).
L'original grec a été produit à Alexandrie, probablement sous le règne de l'empereur Zénon (474-491) ou de son successeur Anastase (491-518), d'où le nom de Chronica universalis Alexandrina donné parfois au texte. Parvenu on ne sait comment en Gaule mérovingienne, il a été traduit en latin deux siècles plus tard par un anonyme peu instruit et connaissant aussi mal le grec que le latin (« homo barbarus ineptus hellenismi et latinitatis imperitissimus », écrit Joseph Juste Scaliger, d'où le titre devenu traditionnel d'Excerpta Barbari). En plus de ses nombreuses fautes de traduction, le clerc mérovingien a introduit des altérations à l'original, reliant notamment la dynastie franque aux rois de Troie, une fiction qui se retrouve dans la Chronique de Frédégaire et dans le Liber Historiæ Francorum.
L'original grec s'inspirait des Chronographies de Julius Africanus (perdues comme telles), d'Hippolyte de Rome (le Liber generationis) et d'Eusèbe de Césarée. Le premier des trois apparaît comme source directe et est mentionné explicitement pour la liste des rois et tyrans de Sicyone (et aussi pour la liste des écrivains, philosophes et artistes grecs contemporains du roi perse Artaxerxès Ier) ; les caractéristiques de la liste sicyonienne (synchronisme établi avec des événements de l'histoire juive, récapitulation chronologique au début et à la fin) se retrouvant dans d'autres listes, on peut penser que le modèle vient de Julius Africanus ; d'autre part, des parallèles peuvent être établis avec des références explicites à ce dernier chez des chroniqueurs byzantins comme Jean Malalas et Georges le Syncelle ; enfin, certaines listes révèlent l'application du système chronologique connu d'Africanus (par exemple la correspondance établie entre le début de la première olympiade et celui du règne d'Achaz). Ainsi, les Excerpta Barbari sont une des sources permettant de reconstituer la Chronographie de cet auteur.
Le manuscrit Paris. lat. 4884, qui n'est pas l'autographe, a été produit à l'abbaye de Corbie dans la seconde moitié du VIIIe siècle (écriture onciale et semi-onciale dite « écriture de Maurdramne »). Dans les décennies suivantes, un bibliothécaire a inscrit (en minuscule caroline) le titre erroné Cronica Georgii Ambianensis episcopi (« Chronique de Georges, évêque d'Amiens »), et un peu plus tard encore un autre a ajouté la mention vel sicut alii dicunt Victoris Turonensis episcopi (« ou selon d'autres de Victor, évêque de Tours » ; il n'existe dans les listes épiscopales aucun évêque de Tours de ce nom, et il s'agit sans doute en plus d'une confusion avec le chroniqueur Victor de Tunnuna). Ce manuscrit, qui a appartenu à la bibliothèque de Claude Dupuy, a été légué à la Bibliothèque royale par son fils Jacques à sa mort en 1656.
Le texte a été publié pour la première fois à Leyde en 1606 par Joseph Juste Scaliger dans son Thesaurus temporum Eusebii (à partir d'une copie du Paris. lat. 4884 qui est aujourd'hui le Hamburg Ms. hist. 269). Plus récemment, il y a eu les éditions d'Alfred Schöne en 1875 (avec la Chronographie d'Eusèbe), de Karl Frick en 1892 (parmi les Chronica minora en Teubner), de Theodor Mommsen en 1892 (dans les Chronica minora sæc. IV. V. VI. VII. des Monumenta Germaniæ historica).

## Édition récente
- Benjamin Garstad (éd.), Apocalypse of Pseudo-Methodius. An Alexandrian World Chronicle (textes et traductions anglaises), Harvard University Press, 2012.

## Référentiels
- VIAF